# Baggavalli Kaval, Tarikere
Baggavalli Kaval là một làng thuộc tehsil Tarikere, huyện Chikmagalur, bang Karnataka, Ấn Độ.